# Диспетчерська централізація
Диспетчерська централізація (ДЦ) — комплекс пристроїв, що включає апаратуру телеуправління з одного диспетчерського пункту пристроями електричної централізації (ЕЦ) ряду лінійних станцій дільниць залізниці та засоби контролю за станом пристроїв ЕЦ і систем інтервального регулювання руху поїздів на прилеглих на цих станціях перегонах.